# سرجان پلاوشیچ
سرجان پلاوشیچ (سیریلیک صربی: Срђан Плавшић؛ زادهٔ ۳ دسامبر ۱۹۹۵) بازیکن فوتبال اهل صربستان است.
از باشگاه‌هایی که در آن بازی کرده‌است می‌توان به باشگاه فوتبال اسلاویا پراگ، باشگاه فوتبال اسپارتا پراگ، و باشگاه فوتبال ستاره سرخ بلگراد اشاره کرد.
وی همچنین در تیم‌های ملی فوتبال زیر ۲۰ سال صربستان، زیر ۲۱ سال صربستان، و صربستان بازی کرده‌است.